# دریاچه اوکی‌چوبی
دریاچه اوکی‌چوبی یا دریای درون‌سرزمین فلوریدا (انگلیسی: Lake Okeechobee) بزرگ‌ترین دریاچه آب شیرین در ایالت فلوریدای آمریکا است. دریاچه اوکی‌چوبی برای ماهی‌گیری، تامین آب و گردشگری استفاده می‌شود.